# Bamian (prowincja)
Bamian (dari: ولایت بامیان, Welajat-e Bamijan; paszto: د باميان ولايت, Dy Bamijan Wilajat) – prowincja w środkowym Afganistanie, której siedzibą administracyjną jest miasto Bamian. Region jest zamieszkany głównie przez Hazarów.

## Historia

Pusta nisza po wysadzonym posągu Buddy

W starożytności teren dzisiejszej prowincji znajdował się pod kontrolą Medów, a następnie Achemenidów. W 330 roku p.n.e. Bamian został zajęty przez Aleksandra III Macedońskiego i po jego śmierci wszedł w skład królestwa Seleucydów. W III wieku p.n.e. region przeszedł pod panowanie Maurjów, a w I wieku n.e. władzę w Bamianie przejęli Kuszanowie, którzy rozpropagowali buddyzm. Między I a VIII wiekiem n.e. w okolicy powstawały liczne klasztory buddyjskie i świątynie wykute w skale z kolosalnymi posągami Buddy (dwa największe zostały zniszczone w 2001 roku przez talibów). W IX wieku region został zajęty przez Saffarydów i poddany procesowi stopniowej islamizacji, który trwał do momentu objęcia władzy przez Ghaznawidów pod koniec X wieku. Na przełomie XII i XIII wieku obszar Bamianu znalazł się pod kontrolą Ghurydów, a następnie wszedł pod panowanie chorezmijskie. W 1221 roku region został najechany i splądrowany przez Czyngis-chana, który zrównał z ziemią miasto Bamian i wybił jego mieszkańców, powodując tym samym osłabienie znaczenia regionu trwające aż do okresu panowania Timurydów. W późniejszym okresie władzę nad terytorium Bamianu sprawowali Ilchanidzi, Timurydzi (koniec XIV wieku–XVI wiek), Mogołowie (XVI–poł. XVIII wieku) i Durrani (poł. XVIII wieku–poł. XIX wieku). Prowincja Bamian została utworzona w 1964 roku po wydzieleniu z części prowincji Kabul i Parwan.

## Demografia
- 2011 – 418 500[3]
- 2021 – 504 312[1]